# Escut de Colòmbia
L'escut de Colòmbia fou definit pel general Francisco de Paula Santander, quan era president de la República de Nova Granada, mitjançant la llei del 9 de maig de 1834, amb algunes modificacions posteriors el 1861 i el 1924.
És un escut tercejat en faixa. Al primer quarter, d'atzur, hi ha una magrana tijada i fullada d'or i oberta i fruitada de gules, en referència a la Nova Granada, nom tradicional del territori, acostada de dues cornucòpies d'or, la de la destra vessant monedes d'or i d'argent i la de la sinistra vessant fruites tropicals al natural, senyal de la riquesa i la fertilitat del sòl colombià. Al segon quarter, de platí (i no d'argent, com seria preceptiu en heràldica), un barret frigi de gules enfilat en una llança d'or, símbol de llibertat. Al tercer quarter, d'atzur amb ones d'argent, la representació de l'istme de Panamà de sinople, amb dos vaixells amb les veles desplegades posats en pal en cadascun dels oceans, el Pacífic i l'Atlàntic, en al·lusió al fet que Colòmbia és l'únic estat sud-americà banyat per dos mars i al comerç amb la resta del món.
Com a cimera de l'escut, l'ocell nacional, símbol de llibertat: un còndor al natural amb les ales desplegades i mirant a la destra, del bec del qual penja una corona de llorer de sinople. Entre les potes, tocant a l'escut, una cinta d'or amb la llegenda LIBERTAD Y ORDEN (en espanyol 'Llibertat i ordre'), el lema nacional colombià, en lletres majúscules de sable.
Acoblades darrere l'escut, dues banderes nacionals a cada banda.
Com que des de 1903 el Panamà ja no forma part de Colòmbia, hi ha un projecte de llei destinat a canviar el tercer quarter de l'escut per un on figurin les illes de San Andrés y Providencia, Santa Catalina i Los Cayos. També es proposa d'unificar el que vessa dels corns de l'abundància i que de tots dos surtin fruites tropicals.
L'escut va tenir algunes modificacions estètiques l'any 2004 durant el mandat del president Álvaro Uribe Vélez, que no van ser substancials en el seu disseny.

## Especificacions
Mentre les lleis dictaminades el 9 de maig de 1834 i el 17 de maig de 1924 han disposat els elements i la manera en què aquests es distribueixen dins del blasó, la llei del 9 de novembre de 1949 conté una detallada (però incompleta) descripció de les especificacions de l'escut per a la seua correcta reproducció, les parts pertinents de la qual són:
- El blasó té forma suïssa, amb proporcions de sis (6) d'ample per vuit (8) d'alt.
- L'escut està dividit en tres (3) faixes o camps iguals.
- És erroni adornar l'escut amb rivets o vores, com també dividir amb ells els tres camps.
- La destra i sinistra de l'escut (dreta i esquerra, respectivament) es determinen amb relació a l'escut i no a l'observador.
- El capell ha d'estar mirant a la dreta i una mica deformat cap amunt perquè de la impressió de la punta de llança.
- El mar del tercer quarter deu estar "onejat de plata".
- Els vaixells de la tercera faixa són de color negre i han de tenir almenys tres (3) pals i estar navegant cap a la dreta de l'escut.
- Les banderes han d'eixir de la vora inferior i no de darrere de l'escut.
- El còndor observa cap a la destra en senyal de Legitimitat; col·locar-ho cap a la sinistra significa Bastardia.

## Imprecisions en el disseny

### Errors heràldics
Les ambigües descripcions de les diferents parts de l'escut en les lleis del 9 de maig de 1834 i 17 de maig de 1924, sumades a algunes equivocacions en les especificacions donades en la llei del 9 de novembre de 1949 i al fet que mai es va tenir en compte per a una correcta descripció del blasó la ciència de l'heràldica, han donat origen a una varietat d'errors en el disseny del blasó colombià (alguns dels quals encara es mantenen) que han costat diversos anys a corregir. Els principals han sigut:
1. El còndor: Com a figura natural aquesta au no es troba en els llibres d'heràldica; per tant ha de seguir-se per a la seua posició i colors les mateixes regles que per al seu símil més proper, o siga l'àguila. D'acord amb aquesta afirmació, la posició del timbre de l'escut de Colòmbia ha de ser un còndor de front amb les seues ales obertes (heràldicament denominat esplaiat o atzurat), amb el cap tornat cap a la dreta, la cua baixa i escampada i recolzant les seues potes sobre l'emblema. A causa que anteriorment es desconeixia com havia de ser la silueta d'aquesta au, la interpretació feta en la dècada de 1830 per l'artista Pío Domínguez posava de timbre una au que amb prou faenes sembla un còndor, però que no passa de ser un aguiló amb el cap de contornada a l'esquerra. En les representacions successives, el còndor es dibuixava mirant indistintament cap a la destra o la sinistra (encara que els artistes en la seua majoria optaven per aquesta última), sense motiu algun. En 1949 es va corregir la mirada de l'au, però no la seua postura, per la qual cosa encara se li dibuixa de forma contornada com si estiguera emprenent el vol.
2. Capell frigi: En el model de l'escut de 1834, el capell frigi de la segona franja mirava cap a l'esquerra. Encara que les figures que estan dins de l'àmbit de l'escut no segueixen necessàriament les regles del timbre, es fa indispensable que totes elles miren cap al costat destre de l'escut. Aquesta equivocació va romandre fins a 1949, quan de manera simultània es van reglamentar la mirada del còndor, els vaixells i el capell frigi.
3. Bòrdes i filets: En versions posteriors a 1890 se li han afegit a l'escut bordures (tant al blasó com a les separacions dels camps) sense alguna explicació o reglamentació. El decret executiu de 1949 especifíca que l'escut nacional mai ha de tenir-les, però el seu ús generalitzat al llarg del país fa d'este un error molt comú i de difícil erradicació.
4. Dimensions: Des de la seua creació en 1834, mai s'havien determinat les proporcions de l'escut nacional colombià. És en 1949 que per primera vegada aquestes són reglamentades, però aquestes dimensions actualment es consideren "pecat heràldic", per ser massa allargat cap a la punta. Les mesures per a un escut d'aquesta forma han de ser de sis d'alt per cinc d'ample, que són les més comunes dins de la ciència heràldica.

### Correccions a l'escut
A causa que aquests errors eren perpetuats mes no corregits (el decret 3558 de 1949, malgrat detallar els detalls dels elements el blasó ho va fer de forma parcial, per la qual cosa solament va esmenar algunes errades però no la seua totalitat), l'historiador i heraldista Enrique Ortega Ricaurte, cap de l'Arxiu Nacional de Colòmbia a mitjan segle xx, que estava molt preocupat per les incessants profanacions de les armes pàtries, va resoldre l'any de 1954 interpretar l'Escut Nacional d'acord amb les regles de l'heràldica. D'aquesta forma va detallar un escut que pot acceptar-se com a correcte. Aquesta descripció es va publicar en el Diari Oficial Nº28820 del 6 d'agost de 1955 i que a la lletra diu:
| « | - Camp de l'escut: L'Escut Nacional és de forma suïssa i ha de ser el mateix designat per la Llei del 9 de maig de 1834. Tindrà cinc parts d'ample per sis de llarg. En cap cas portarà rivet o bord (incís "G" de l'article 336 del reglament de Servei de Guarnició, aprovat per Decret No 3558 del 9 de novembre de 1949 del Poder Executiu). Ha d'anar terciat en faixa, o siga "dividit en tres parts iguals, separades per dues paral·leles horitzontals". - Banderes: Les quatre banderes que adornen l'escut, que no són part integrant d'ell, tindran la mateixa inclinació que les que figuren en l'aprovat pels legisladors de 1834. Els seus colors i disposició són els fixats pel Decret del 26 de novembre de 1861 del general Tomás Cipriano de Mosquera, President Provisori dels Estats Units de Colòmbia; "aquestes banderes van recollides cap al vèrtex de l'escut" (Article V del Decret 861 del 17 de maig de 1924 del president de la República de Colòmbia). - Còndor: El Còndor que simbolitza la llibertat, està representat de front amb les ales esteses i mirant cap a la dreta, "per ser més noble". Del seu bec penjarà una corona de llorer de verd; i en una cinta onejant, agafada de l'escut i entrellaçada en la corona, s'escriurà, sobre or, amb lletres negres: LLIBERTAT I ORDRE. | » |

### Versions utilitzades pels organismes estatals
Colòmbia ha mantingut les característiques del seu blasó de forma quasi invariable des de 1834 fins que va ser definitivament reglamentat en 1949. No obstant això, i a pesar que les lleis indiquen com ha de ser l'emblema, existeixen diverses versions estilístiques, generades per una mala interpretació dels components que estan indicades en els diferents decrets i lleis. Addicionalment, algunes versions han incorporat elements que no estan regulats, tals com les orles que es troben en els emblemes utilitzats per les entitats governamentals, les quals a més han interpretat de diferent manera altres detalls inclosos en aquest (per exemple, el còndor i les cornucòpies).
D'entre tots els elements el que més s'ha transformat amb el transcurs del temps ha sigut l'última franja, la qual conté l'istme de Panamà: al principi reglamentat com de color blau amb mars de plata, ha evolucionat fins a actualment ser dibuixat en color verd envoltat de mars en blau. Aquest canvi de color va haver del reemplaçament del camp verd que sostenia el blasó per la cua en la part inferior, on s'arrepleguen les senyeres laterals; després el disseny es va popularitzar per la seua harmonia cromàtica que va modificar de facto l'últim camp de l'escut nacional (si bé aquest mai s'ha reformat en la norma).